# Sandra Andersen Eira
Sandra Andersen Eira (Russenes, Finnmark, Noruega, 21 de juny de 1986) és una pescadora i política sami de Noruega.
Entre 2017 a 2021, va exercir com a membre del Parlament sami de Noruega, elegida a l'Associació Sami de Noruega de la circumscripció d'Ávjovárri.
Després del final del seu mandat al Parlament, va passar un any desplaçant-se entre els Estats Units i Noruega, incloent-hi l'expansió del seu negoci de pesca i aparegué aleshores en un documental anomenat Sea Sisters. Durant la invasió russa d'Ucraïna del 2022, s'enllistà a la Legió Internacional de Defensa Territorial d'Ucraïna unint-se al personal mèdic d'un equip de rangers britànics i americans.